# 11. ceremonia wręczenia nagród David di Donatello
11. ceremonia wręczenia włoskich nagród filmowych David di Donatello odbyła się 6 sierpnia 1966 roku w antycznym Teatrze greckim w Taorminie.

## Laureaci i nominowani
Laureaci nagród wyróżnieni są wytłuszczeniem.

### Najlepszy reżyser
- Alessandro Blasetti – Ja, ja, ja i ci wszyscy inni (tytuł oryg. Io, io, io... e gli altri )
- Pietro Germi – Panie i panowie (tytuł oryg. Signore & signori )

### Najlepszy reżyser zagraniczny
- John Huston – Biblia (tytuł oryg. The Bible: In the Beginning...)

### Najlepszy producent
- Rizzoli Film – Africa addio (tytuł oryg. Africa addio )
- Dino De Laurentiis – Biblia (tytuł oryg. The Bible: In the Beginning.. )
- Pietro Germi i Robert Haggiag – Panie i panowie (tytuł oryg. Signore & signori )

### Najlepszy producent zagraniczny
- 20th Century Fox – Udręka i ekstaza (tytuł oryg. The Agony and the Ecstasy)

### Najlepsza aktorka
- Giulietta Masina – Giulietta i duchy (tytuł oryg. Giulietta degli spiriti)

### Najlepszy aktor
- Alberto Sordi – Fumo du Londra

### Najlepszy aktor zagraniczny
- Richard Burton – Szpieg, który przyszedł z zimnej strefy (tytuł oryg. The Spy Who Came In from the Cold)

### Najlepsza aktorka zagraniczna
- Julie Andrews – Dźwięki muzyki (tytuł oryg. The Sound of Music)

### Nagroda Targa d’oro
- Mario Chiari
- Vincenzo Labella
- Giuseppe Rotunno
- Rosanna Schiaffino
- Lana Turner